# ناحیه انا، گیفو

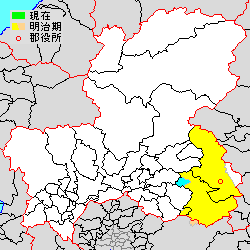
ناحیه انا به رنگ زرد مشخص است.

ناحیه انا، گیفو انگلیسی: 恵那郡, Ena-gun، یکی از شهرستان‌های ژاپن واقع در استان گیفو، ژاپن بود.